# Powiat Dingolfing-Landau
Powiat Dingolfing-Landau (niem. Landkreis Dingolfing-Landau) – powiat w Niemczech, w kraju związkowym Bawaria, w rejencji Dolna Bawaria, w regionie Landshut.
Siedzibą powiatu Dingolfing-Landau jest miasto Dingolfing.

## Podział administracyjny
W skład powiatu Dingolfing-Landau wchodzą:
- dwie gminy miejskie (Stadt)
- sześć gmin targowych (Markt)
- siedem gmin wiejskich (Gemeinde)
- jedna wspólnota administracyjna (Verwaltungsgemeinschaft)

Miasta:
| Lp. | Nazwa miasta       | Ludność (31.12.2011) | Powierzchnia km² |
| --- | ------------------ | -------------------- | ---------------- |
| 1   | Dingolfing         | 18.440               | 44,00            |
| 2   | Landau an der Isar | 12.533               | 84,40            |

Gminy targowe:
| Lp. | Nazwa gminy targowej | Ludność (31.12.2011) | Powierzchnia km² |
| --- | -------------------- | -------------------- | ---------------- |
| 1   | Eichendorf           | 6.424                | 38,20            |
| 2   | Frontenhausen        | 4.454                | 86,00            |
| 3   | Pilsting             | 6.211                | 71,10            |
| 4   | Reisbach             | 7.611                | 94,20            |
| 5   | Simbach              | 3.590                | 51,20            |
| 6   | Wallersdorf          | 6.704                | 71,20            |

Gminy wiejskie:
| Lp. | Nazwa gminy    | Ludność (31.12.2011) | Powierzchnia km² |
| --- | -------------- | -------------------- | ---------------- |
| 1   | Gottfrieding   | 2.116                | 27,10            |
| 2   | Loiching       | 3.564                | 38,90            |
| 3   | Mamming        | 2.906                | 41,50            |
| 4   | Marklkofen     | 3.742                | 40,70            |
| 5   | Mengkofen      | 5.769                | 86,00            |
| 6   | Moosthenning   | 4.835                | 70,40            |
| 7   | Niederviehbach | 2.519                | 29,60            |

Wspólnoty administracyjne:
| Lp. | Nazwa wspólnoty administracyjnej | Ludność (31.12.2011) | Powierzchnia km² | Liczba gmin |
| --- | -------------------------------- | -------------------- | ---------------- | ----------- |
| 1   | Mamming                          | 5.022                | 68,60            | 2           |

## Demografia
Dane o ludności z 31 grudnia 2008:
| Opis                                | Ogółem | Ogółem | Kobiety | Kobiety | Mężczyźni | Mężczyźni |
| ----------------------------------- | ------ | ------ | ------- | ------- | --------- | --------- |
| Jednostka                           | osób   | %      | osób    | %       | osób      | %         |
| Populacja                           | 91 116 | 100    | 45 472  | 49,91   | 45 644    | 50,09     |
| Wiek przedprodukcyjny (0–17 lat)    | 17 190 | 18,87  | 8304    | 9,11    | 8886      | 9,75      |
| Wiek produkcyjny (18–65 lat)        | 57 257 | 62,84  | 27 801  | 30,51   | 29 456    | 32,33     |
| Wiek poprodukcyjny (powyżej 65 lat) | 16 669 | 18,29  | 9367    | 10,28   | 7302      | 8,01      |

## Polityka

### Landrat
Od 22 czerwca 1991 Landratem powiatu jest Heinrich Trapp z SPD.

### Kreistag
|                          |                          | 2002   | 2002    | 2002   | 2008   | 2008   | 2008   |
| miejsca                  | %                        | głosy  | miejsca | %      | głosy  |        |        |
| ------------------------ | ------------------------ | ------ | ------- | ------ | ------ | ------ | ------ |
|                          | CSU                      | 28     | 43,9%   | 19 417 | 24     | 37,8%  | 16 249 |
|                          | SPD                      | 14     | 23,0%   | 10 165 | 13     | 22,1%  | 9 514  |
|                          | Freie Wähler             | 8      | 13,9%   | 6 146  | 10     | 16,4%  | 7 063  |
|                          | ödp/Aktive Bürger        | 5      | 7,9%    | 3 518  | 6      | 9,6%   | 4 127  |
|                          | Liste "Junge Bürger"     | 4      | 7,3%    | 3 238  | 4      | 7,4%   | 3 197  |
|                          | REP                      | 1      | 2,5%    | 1 109  | 2      | 3,8%   | 1 641  |
|                          | FDP                      | 0      | 1,5%    | 682    | 1      | 2,7%   | 1 174  |
|                          |                          | 60     | 100%    | 44 275 | 60     | 100%   | 42 965 |
| uprawnieni do głosowania | uprawnieni do głosowania | 68 808 | 68 808  | 68 808 | 71 167 | 71 167 | 71 167 |
| głosy ważne              | głosy ważne              | 44 275 | 44 275  | 44 275 | 42 965 | 42 965 | 42 965 |
| głosy nieważne           | głosy nieważne           | 1 858  | 1 858   | 1 858  | 1 853  | 1 853  | 1 853  |
| frekwencja               | frekwencja               | 67,0%  | 67,0%   | 67,0%  | 63,0%  | 63,0%  | 63,0%  |

### Powiaty partnerskie
- powiat łomżyński, Polska – od maja 1999[4]